# 谢松柏
谢松柏（1915年1月—2008年1月17日），男，湖北来凤人，中华人民共和国政治人物，曾任甘肃省政协副主席，甘肃省军区副司令员。